# تسوباسا سوزوكي (لاعب كرة قدم)
تسوباسا سوزوكي (باليابانية: 鈴木 翼) (مواليد 4 نوفمبر 1990)، هو لاعب كرة قدم كان يلعب كمدافع.

## وصلات خارجية
- تسوباسا سوزوكي (1990) على موقع رابطة كرة القدم اليابانية للمحترفين (اليابانية)
- تسوباسا سوزوكي (1990) على موقع قاعدة بيانات كرة القدم.إي يو (الإنجليزية)